# Zdeněk Vítek
Pour les articles homonymes, voir Vitek.
Zdeněk Vítek, né le 25 juillet 1977 à Vrchlabí, est un biathlète tchèque en activité de 1997 à 2014, licencié au SKP Jablonec. Sa seule victoire en Coupe du monde date de novembre 2000 lors d'un individuel.

## Biographie
Il commence sa carrière internationale en faisant partie du relais tchèque aux Championnats du monde 1997. Un an plus tard, il obtient une sélection pour les Jeux olympiques de Nagano, où il est 51e du sprint. Il marque ses premiers points en Coupe du monde à l'occasion des Championnats du monde 1999, où il est 23e du sprint. N'ayant pas encore connu le top dix, il monte sur le premier podium de sa carrière en janvier 2000 à Oberhof en terminant troisième de la poursuite. Il remporte ensuite l'individuel des Championnats d'Europe à Zakopane. Sur sa lancée, il démarre avec succès la saison 2000-2001, gagnant l'individuel d'Hochfilzen et le relais au même lieu.
Son moment fort en 2002 est sa participation aux Jeux olympiques de Salt Lake City, où il est notamment 14e du sprint et 5e du relais.
En 2003, il retrouve la voie des podiums, enchaînant deux deuxièmes places à Östersund, avant les Championnats du monde de Khanty-Mansiïsk, où il est médaillé de bronze sur le sprint, pour son seul podium en grand championnat.
Ses résultats personnels ne sont pas aussi excellents les saisons suivantes, mais il établit son meilleur résultat individuel aux Jeux olympiques en 2006, où il est dixième du sprint.
En 2010, il est présent pour ses quatrièmes Jeux olympiques à Vancouver, se classant au mieux 28e du sprint.
Vitek poursuit sa carrière jusqu'en 2014, remportant cette saison-là le relais mixte d'Östersund.
Il devient directement entraîneur de l'équipe tchèque féminine l'hiver qui suit.

## Palmarès

### Jeux olympiques
| Épreuve / Édition   | Individuel | Sprint | Poursuite                        | Départ en masse                  | Relais |
| Nagano 1998         | -          | 51e    | Épreuve inexistante à cette date | Épreuve inexistante à cette date | 14e    |
| Salt Lake City 2002 | 57e        | 14e    | 17e                              | Épreuve inexistante à cette date | 5e     |
| Turin 2006          | 22e        | 10e    | 16e                              | 22e                              | 6e     |
| Vancouver 2010      | 67e        | 28e    | 38e                              | -                                | 7e     |

- - : pas de participation à l'épreuve.
- : épreuve ne figurant pas au programme.

### Championnats du monde
| Épreuve / Mondiaux            | Individuel        | Sprint            | Poursuite         | Départ en masse                  | Relais            | Relais mixte                     |
| 1997 Osrblie                  | -                 | -                 | -                 | Épreuve inexistante à cette date | 15e               | Épreuve inexistante à cette date |
| 1998 Pokljuka                 | JO Nagano         | JO Nagano         | 43e               | Épreuve inexistante à cette date | JO Nagano         | Épreuve inexistante à cette date |
| 1999 Kontiolahti / Oslo       | 50e               | 23e               | 45e               | -                                | 15e               | Épreuve inexistante à cette date |
| 2000 Oslo-Holmenkollen/ Lahti | 23e               | 36e               | 35e               | -                                | 7e                | Épreuve inexistante à cette date |
| 2001 Pokljuka                 | 26e               | 23e               | 10e               | 24e                              | 14e               | Épreuve inexistante à cette date |
| 2002 Oslo-Holmenkollen        | JO Salt Lake City | JO Salt Lake City | JO Salt Lake City | 27e                              | JO Salt Lake City | Épreuve inexistante à cette date |
| 2003 Khanty-Mansiïsk          | -                 | 3e                | Abandon           | 7e                               | 6e                | Épreuve inexistante à cette date |
| 2005 Hochfilzen               | -                 | 62e               | -                 | -                                | 11e               | -                                |
| 2006 Pokljuka                 | JO Turin          | JO Turin          | JO Turin          | JO Turin                         | JO Turin          | 17e                              |
| 2007 Antholz-Anterselva       | 54e               | -                 | -                 | -                                | 5e                | 8e                               |
| 2008 Östersund                | 7e                | 23e               | 16e               | -                                | 7e                | -                                |
| 2009 Pyeongchang              | 29e               | 48e               | 28e               | -                                | 10e               | 17e                              |
| 2011 Khanty-Mansiïsk          | 28e               | 40e               | 39e               | -                                | 10e               | 11e                              |
| 2012 Ruhpolding               | -                 | 64e               | -                 | -                                | 9e                | -                                |
| 2013 Nove Mesto               | 67e               | 24e               | 46e               | -                                | -                 | -                                |

Légende :

 : épreuve inexistante

- : n'a pas participé à l'épreuve

### Coupe du monde
- Meilleur classement général : 16e en  2001 et 2003.
- 6 podiums individuels : 1 victoire, 3 deuxièmes places et 1 troisième place[1].
- 4 podiums en relais :  1 victoire, 2 deuxièmes places et 1 troisième place.
- 1 victoire en relais mixte.

#### Détail des victoires
| Saison / Épreuve | Individuel | Sprint | Poursuite | Mass start | Total |
| 2000-2001        | Antholz    |        |           |            | 1     |
| Total            | 1          | 0      | 0         | 0          | 1     |

#### Classements en Coupe du monde
| Saison    | Classement général final | Individuel | Sprint | Poursuite | Mass start |
| 1997-1998 | 58e                      |            | 45e    |           |            |
| 1998-1999 | 62e                      | -          | 57e    | 52e       | -          |
| 1999-2000 | 34e                      |            |        |           |            |
| 2000-2001 | 16e                      | 18e        | 16e    | 15e       | 28e        |
| 2001-2002 | 24e                      | 45e        | 12e    | 24e       | 38e        |
| 2002-2003 | 16e                      | 11e        | 15e    | 13e       | 28e        |
| 2004-2005 | 58e                      | 45e        | nc     | 41e       |            |
| 2005-2006 | 36e                      | 43e        | 27e    | 40e       | 38e        |
| 2006-2007 | 35e                      | nc         | 23e    | 43e       | 37e        |
| 2007-2008 | 35e                      | 10e        | 36e    | 51e       | 33e        |
| 2008-2009 | 48e                      | 40e        | 68e    | 29e       |            |
| 2009-2010 | 92e                      | nc         | 82e    | 75e       |            |
| 2010-2011 | 70e                      | 59e        | 73e    | 71e       |            |
| 2011-2012 | 71e                      | nc         | 63e    | 73e       |            |
| 2012-2013 | 50e                      | 39e        | 46e    | 54e       |            |
| 2013-2014 | nc                       | nc         | nc     |           |            |

### Championnats d'Europe
- Médaille d'or de l'individuel en 2000.
- Médaille de bronze du relais en 2008.

### Championnats du monde de biathlon d'été
- Médaille d'or du sprint et de la poursuite en 2004.